# Kota Medan (Kelayang)
Kota Medan is een bestuurslaag in het regentschap Indragiri Hulu van de provincie Riau, Indonesië. Kota Medan telt 1653 inwoners (volkstelling 2010).